# Rolls-Royce psicodélico de John Lennon

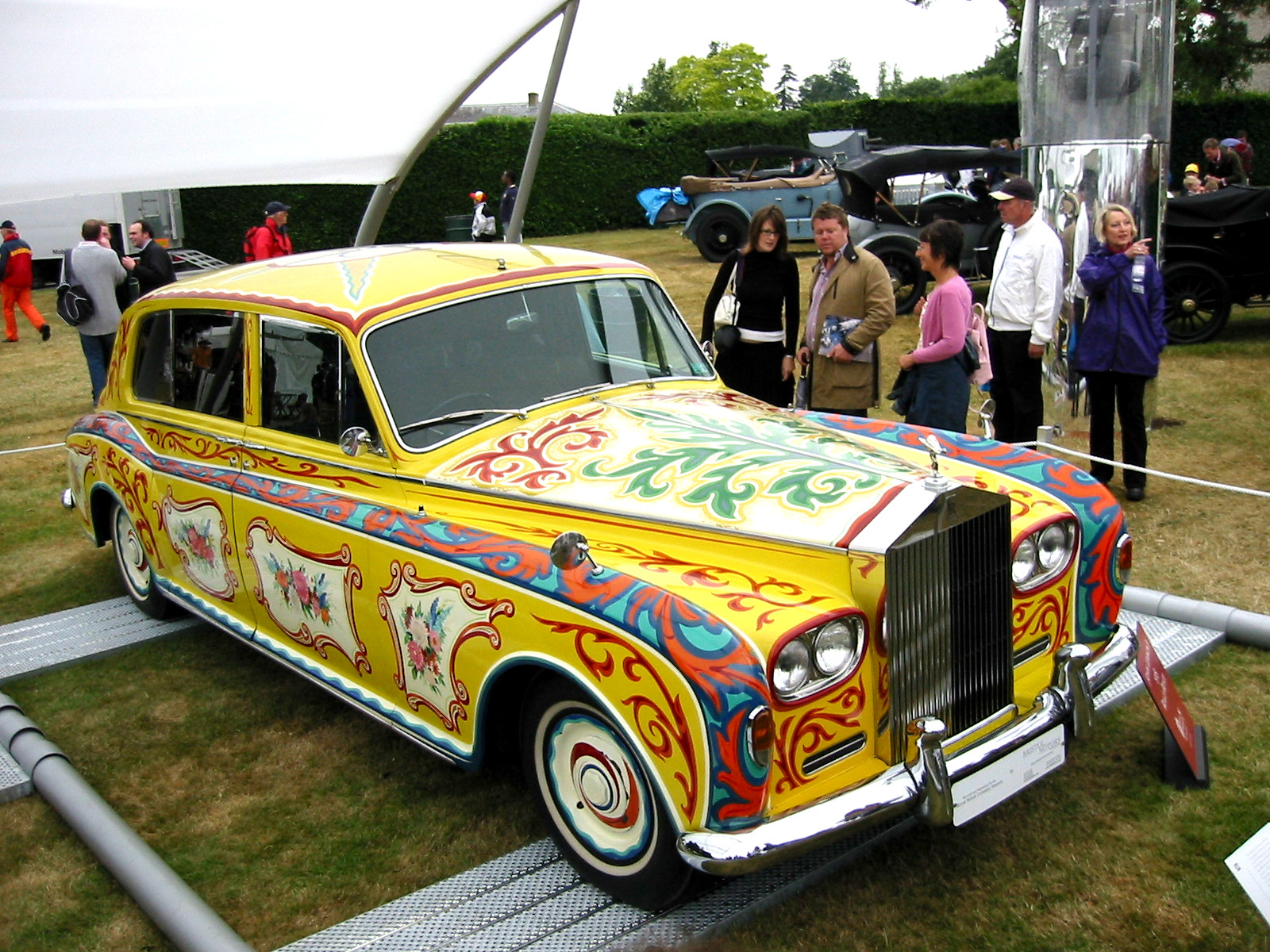
El Rolls-Royce psicodélico de John Lennon.

El Rolls-Royce psicodélico de John Lennon es un automóvil artístico creado en 1967 y luego exhibido en muchos museos. Después de poseer un Rolls-Royce usado, John Lennon de The Beatles encargó una nueva limusina Rolls-Royce Phantom V hecha a medida en diciembre de 1964. Originalmente pintado de negro mate, el coche se entregó seis meses después, en junio de 1965. Lennon apareció en la película Cómo gané la guerra, filmada en gran parte en España, en 1966. El coche sufrió daños allí, incluidos rayones en el acabado. Lennon decidió pintar el coche de color amarillo brillante y decorarlo con motivos de las artes decorativas romaníes. El artista Steve Weaver embelleció el automóvil con elaborados y brillantes remolinos y motivos florales en el estilo psicodélico asociado con los Beatles en esa época, y el vehículo se convirtió en una sensación. Lennon y su esposa Yoko Ono lo donaron al Museo Cooper-Hewitt para una deducción de impuestos en 1977, y desde entonces se ha exhibido ampliamente. Cuando se vendió en 1985, fue el automóvil más caro jamás subastado en ese momento. La limusina ahora es propiedad del Museo Real de la Columbia Británica en Victoria, Columbia Británica.

## Antecedentes
The Beatles se formaron en Liverpool en 1960 y, en 1962, su formación se solidificó cuando Ringo Starr se unió a la banda. La Beatlemanía comenzó en el Reino Unido en 1963 y rápidamente se extendió a los Estados Unidos y luego a todo el mundo en 1964, y todos los miembros de la banda rápidamente se hicieron muy ricos.
John Lennon compró una limusina Rolls-Royce negra y granate usada en julio de 1964. En diciembre decidió comprar una nueva.

## Compra original
En diciembre de 1964, Lennon encargó el Phantom V a R.S. Mead Ltd, un distribuidor ubicado en Maidenhead. El Phantom V era el modelo de Rolls-Royce más caro de la época. El chasis se construyó en Crewe, Cheshire, y el trabajo del vagón lo realizó Mulliner Park Ward, una filial de Rolls-Royce en Willesden.
El coche terminado se entregó el 3 de junio de 1965 en R.S. Mead. Es de 6 m de largo, 2 m de ancho y pesa casi 3 toneladas. Las «comodidades tradicionales» incluían «el motor V8 de 6 ¼ litros, tapicería de cuero negro, mueble bar con adornos de madera noble, escritorio, lámparas de lectura, un juego de maletas de cuero negro de siete piezas para él y para ella y un televisor portátil Perdio». Las características inusuales incluían un refrigerador en el maletero y vidrios polarizados. Todas las partes exteriores del vehículo estaban pintadas de negro mate, excepto el distintivo radiador cromado de Rolls-Royce, que la empresa no estaba dispuesta a producir en negro. Lennon no tenía licencia de conducir cuando ordenó el auto, pero la obtuvo a los pocos meses. Sin embargo, era un mal conductor y contrató a Les Anthony como conductor y guardaespaldas. The Beatles viajaron en limusina hasta el Palacio de Buckingham el 26 de octubre de 1965 para recibir sus honores MBE de manos de la reina Isabel II.

## Primera renovación en diciembre de 1965
En diciembre de 1965, Lennon escribió un memorando de siete páginas describiendo varias modificaciones al Rolls-Royce que quería. Se instaló un nuevo asiento trasero convertible en cama de matrimonio y se instalaron grandes ceniceros en los apoyabrazos. Se instaló un tocadiscos «flotante» de Philips, que contaba con un sistema de suspensión «que evitaba que la aguja saltara cuando el coche estaba en uso». También se instalaron un reproductor de cintas Philips de 8 pistas, un televisor Sony actualizado y un voluminoso radioteléfono. A Lennon le gustaba especialmente el nuevo sistema de megafonía, que le permitía gritar a los transeúntes y reproducir varios efectos de sonido.

## Segunda renovación, abril-mayo de 1967

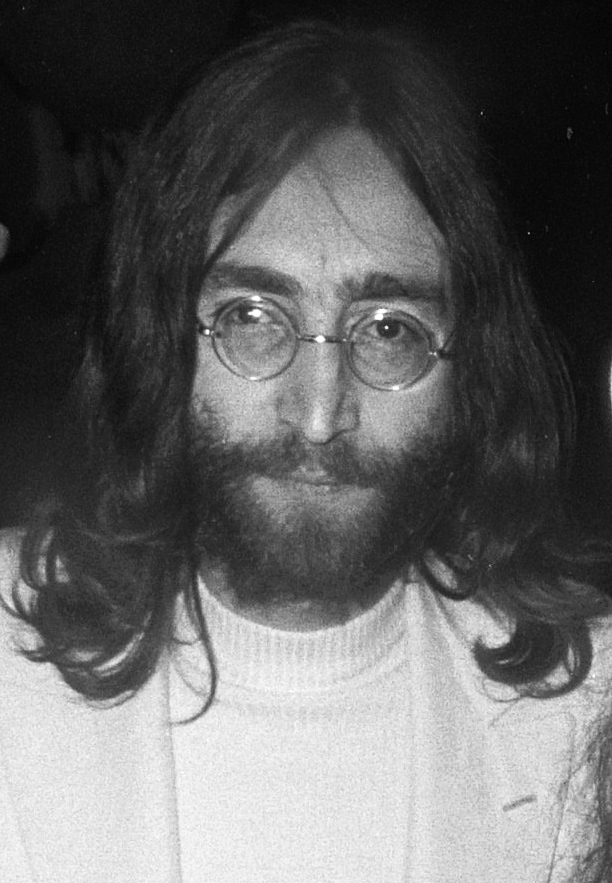
John Lennon en 1969.

En el otoño de 1966, Lennon pasó seis semanas actuando en la película Cómo gané la guerra, gran parte de la cual fue filmada en Almería, España. Les Anthony condujo el Rolls-Royce hacia y desde España. Mientras estaba en España, Lennon frecuentemente pasaba largos períodos de tiempo libre sentado en la parte trasera del auto, fumando marihuana y trabajando en la canción que se convirtió en el sencillo «Strawberry Fields Forever». Las carreteras de la zona estaban en mal estado y muy arenosas. Como resultado, los tubos de escape del automóvil, la parte baja del chasis y la pintura negra mate resultaron dañados. El daño estructural se reparó rápidamente, pero Lennon dedicó más tiempo a planificar el repintado, que se inspiró en parte en el arte utilizado en el álbum Sgt. Pepper's Lonely Hearts Club Band. Los relatos difieren en cuanto a quién le dio la idea a Lennon, ya que algunos le dan crédito a Ringo Starr y otros a la diseñadora neerlandesa de arte psicodélico Marijke Koger. Koger y sus asociados en el colectivo de diseño «The Fool» habían repintado previamente una caravana gitana que Lennon compró como regalo de cumpleaños para su pequeño hijo Julian.
El 8 de abril de 1967, Lennon visitó J.P. Fallon Ltd. para tomar decisiones de diseño. El coche fue pintado de color amarillo brillante con pintura látex. Steve Weaver fue el artista que pintó las ornamentadas decoraciones. Weaver cobró £ 290 (equivalente a £ 5600 actualmente) para el trabajo, y el coche estaba listo para ser recogido el 25 de mayo, el día antes del lanzamiento de Sgt. Pepper's Lonely Hearts Club Band. El conductor Anthony dijo: «La primera vez que lo conduje, me siguieron hordas de fotógrafos y de Pathé News».
El viaje inaugural del automóvil fue el 28 de mayo, cuando Lennon y ocho amigos fueron conducidos al lanzamiento del álbum y a una fiesta de inauguración en la nueva casa de Brian Epstein, donde Sgt. Pepper's se reprodujo intercalado con Procol Harum y su exitoso sencillo «A Whiter Shade of Pale», que había sido lanzado dos semanas antes.
Lennon se deleitó en contar una anécdota sobre cómo una mujer mayor había perdido los estribos al ver el psicodélico Rolls-Royce, diciendo, según Lennon: «¡Cerdo! ¡Cómo te atreves a hacerle eso a un Rolls-Royce!», y cómo le había golpeado el coche con su paraguas.
En 1968, Lennon compró otro Phantom V, éste pintado de blanco. En 1970, Lennon y su segunda esposa, Yoko Ono, trasladaron el coche de Londres a Nueva York.
El coche apareció en la fiesta de cumpleaños número 31 de Lennon en Syracuse, Nueva York, en octubre de 1971, y fue prestado a otros músicos, incluidos Elton John y Bob Dylan, y miembros de bandas como The Rolling Stones y The Moody Blues.

## Recepción de la crítica
Rolling Stone describió el diseño como un «híbrido espeluznante de flores y zodíacos romaníes», y agregó que el diseño consistía en «remolinos art nouveau rojos, naranjas, verdes y azules, paneles laterales florales y el símbolo astrológico de Lennon, Libra, en el techo» pintado en un fondo que el Daily Mail describió como «amarillo chillón». El Museo Real de BC describió el diseño como «estilo gitano/romaní, con elementos de la era psicodélica». British GQ llamó a su base «un tono de amarillo no tan suave» (un juego de palabras con que «amarillo suave» en inglés es mellow yellow, con el álbum de Donovan del mismo nombre) y terminó con «una combinación de remolinos romaníes, motivos florales y un signo del zodíaco, por si acaso». La revista Montecristo de Vancouver describió «su brillante carrocería de color amarillo cromo y sus paneles laterales florales de dalias y delfinios», y agregó: «Su capó y su maletero están decorados con coloridas volutas y su techo luce un símbolo estilizado de Libra, el signo del zodíaco de su primer dueño». CTV News lo llamó un «coche clásico de proporciones épicas» y «arte sobre ruedas», describiendo su «brillante diseño floral de inspiración romaní» y citó a un curador del museo llamándolo un «objeto mágico». HotCars en Quebec lo llamó «probablemente uno de los autos artísticos más famosos jamás fabricados».

## Donación, subasta y posterior propiedad
En diciembre de 1977, Lennon y Ono donaron la limusina al Museo Cooper-Hewitt, una sucursal de Manhattan del Instituto Smithsoniano, para obtener un crédito fiscal de 250 000 dólares. Lennon fue asesinado por un fan obsesionado en Nueva York en diciembre de 1980. Todavía en 1987, Ono y el patrimonio de John Lennon estaban disputando el tamaño del crédito fiscal con el Servicio de Impuestos Internos, que afirmó repetidamente que el automóvil no valía más de 100 000 dólares cuando fue donado.
En junio de 1985, el Museo Cooper-Hewitt decidió vender el coche, que fue subastado por Sotheby's en Nueva York, y fue comprado por el empresario canadiense Jim Pattison por 2 299 000 dólares. Según Sotheby's, este fue el precio de subasta más alto para un automóvil en ese momento. Pattison lo utilizó para promocionar la Expo 86 en Vancouver. En 1987, Pattison donó el automóvil a la Provincia de Columbia Británica, donde se exhibió en el Museo del Transporte de Columbia Británica hasta 1993. Luego fue transferido al Museo Real de Columbia Británica y desde entonces sigue siendo propiedad de esa institución.

## Exposiciones

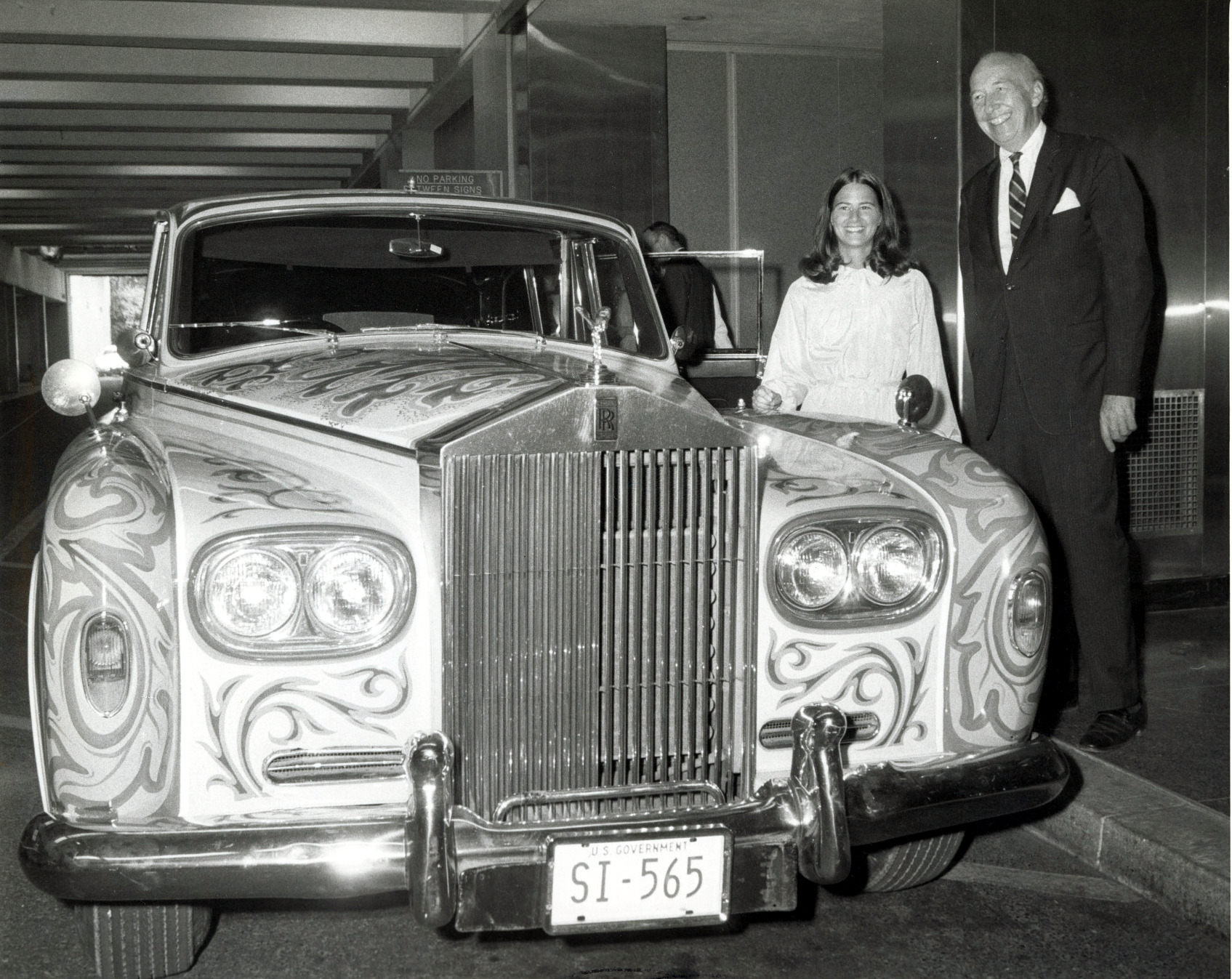
Sidney Dillon Ripley del Smithsoniano y Caron Carter, nuera de Jimmy Carter, en 1978.

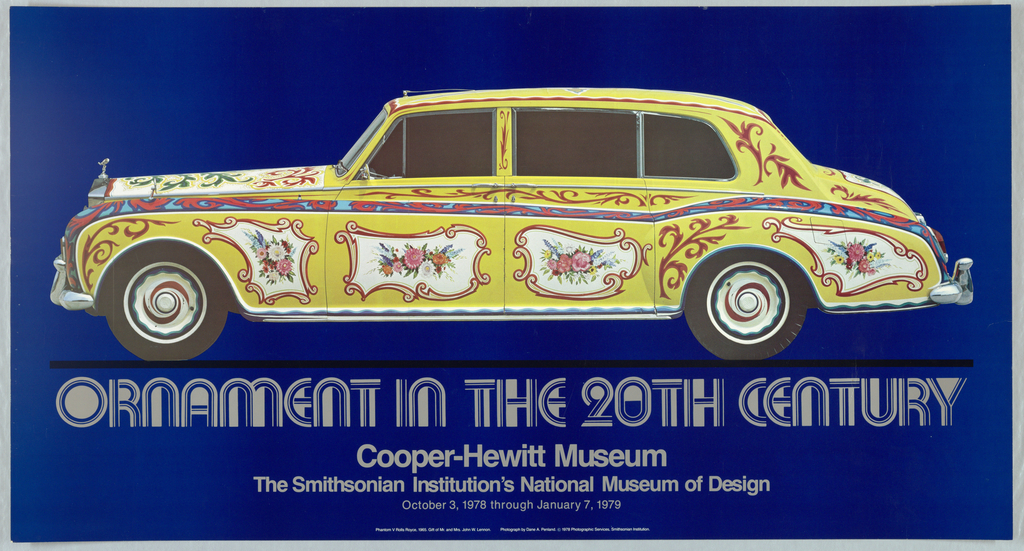
Cartel de la exposición «Ornamento en el siglo XX», 1978-1979.

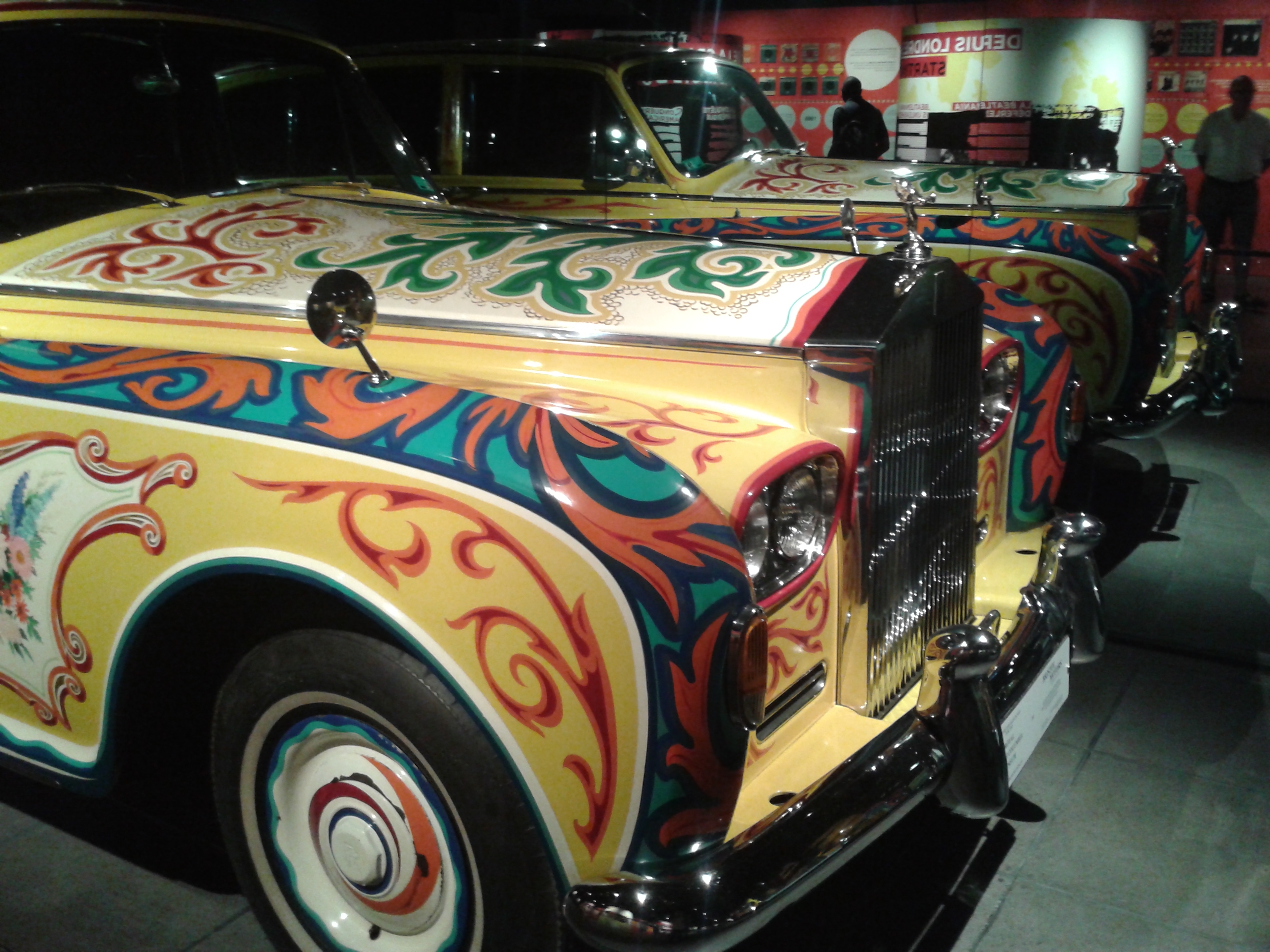
En el Museo Pointe-à-Callière de Montreal, 2013.

El vehículo se exhibió brevemente en el Museo Nacional de Historia y Tecnología, ahora conocido como Museo Nacional de Historia Estadounidense, en 1978. Luego, el automóvil se mostró en la exposición «Ornamento en el siglo XX» en el Museo Cooper-Hewitt de Nueva York, celebrada entre octubre de 1978 y enero de 1979.
Después de que Pattison compró el auto en 1985, lo mostró en varios museos Ripley's Believe It or Not! que poseía, y luego lo exhibió en la Expo 86. Luego donó el vehículo a la Provincia de Columbia Británica.
El vehículo estuvo expuesto de marzo de 2013 a marzo de 2014 en Montreal, en el Museo Pointe-à-Callière, como parte de una exposición denominada «The Beatles in Montreal».
En 2014, se mostró en la Pacific National Exhibition en Vancouver para el «Magical Mystery Tour: A Beatles Memorabilia Exhibition». En julio y agosto de 2017, la limusina psicodélica de Lennon formó parte de «The Great Eight Phantoms», una exposición de Rolls-Royces en Bonhams de Londres.
Excepto cuando se presta para exhibiciones en otros lugares, el automóvil suele exhibirse en el Museo Real de la Columbia Británica.

## Mantenimiento
La capa base amarilla aplicada al automóvil es una pintura de látex común para el hogar, a diferencia de una pintura para automóviles. Como resultado, la pintura es muy frágil y los conservadores del museo son muy cautelosos al cuidar el vehículo. Nunca usan paños para pulir las superficies pintadas y retocan las pérdidas menores de pintura con pinceles pequeños. Según el Museo Real de la Columbia Británica, «para mantener las piezas móviles, el Museo Real de la Columbia Británica debe hacer funcionar el vehículo al menos una vez al año. Cada vez que se mueve el vehículo, se abren o cierran las puertas, y el capó y el motor vibra, la pintura se pone en riesgo. El cuidado del Rolls-Royce de John Lennon ha sido un delicado acto de equilibrio entre mantener las piezas móviles en orden y preservar la delicada pintura».
El coche había estado almacenado durante largos períodos sin el mantenimiento adecuado, lo que provocaba que el combustible viejo obstruyera los carburadores. Después de que se limpió el sistema de combustible y se completaron algunos trabajos en el sistema eléctrico y de frenos en 2020, «ahora ronronea como un gatito en una lechería», según un mecánico que ayuda a mantenerlo.